# Arára do Jiparaná
Arára do Jiparaná (Karo, Arára, Arara-Karo, Arara do Rio Machado, Arara-Gavião, Arara de Rondônia, Arara Tupi), pleme američkih Indijanaca porodice Ramaráma, velika porodica Tupian, naseljeno na područjima brazilskih država Rondônia i Mato Grosso. Srodni su plemenu Urumi. Populacija im iznosi 150 (2000 SIL,; 208 (Kanindé - 2006)). Danas žive na dvije aldeje (sela): Iterap i Paygap na rezervatu Terra Indígena Igarapé Lourdes u državi Rondônia. Ne smiju se brkati s plemenima Arára do Acre (Shawanawá), Arara do Aripuanã (Arara do Beiradão), Arára do Pará (Ukarãgmã).
Sami sebe nazivaju I´târap.